# Real Like You
Real Like You ist eine britisch-irische Girlgroup, die 2019 aus der Castingshow The X Factor: The Band hervorging. Die Mitglieder sind Luena Martínez, Halle Williams, Virginia Hampson, Kellimarie Willis und Jess Folley. Sie sind bei Simon Cowells Plattenfirma Syco Music unter Vertrag. Bei Gründung war außerdem des Weiteren die Sängerin Seorsia Jack Teil der Gruppe, welche aber noch vor Debüt der Band im August 2020 ausstieg.

## Bandgeschichte

### 2019–2021:The X Factor: The Bandund erste Projekte
Im Jahr 2019 traten die späteren Bandmitglieder neben vielen anderen Kandidaten im Rahmen der ITV-Castingshow The X Factor: The Band auf.
Jedes Mitglied überstand schließlich die Bootcamp-Phase, nach der Jess Folley (die 2017 The Voice Kids gewonnen hatte), Luena Martínez (die schon in der dreizehnten X-Factor-Staffel als Kandidatin in Erscheinung getreten war), Seorsia Jack, Halle Williams und Kellimarie Willis (die 2017 schon an der CBBC-Show Got What It Takes? teilgenommen hatte) als Girlgroup geformt wurden. Später holte Jurorin Nicole Scherzinger die zuvor bereits ausgeschiedene Virginia Hampson als sechstes Bandmitglied zurück. Am 15. Dezember 2019 gewann Real Like You das X-Factor-Finale, in der sie gegen die ebenfalls neu geformte Boygroup Unwritten Rule angetreten waren. Dort hatten sie neben Coverversionen von Künstlern wie Destiny’s Child auch einen von Kellimarie geschriebenen, unveröffentlichten Song namens Be Like Them präsentiert.
Im August 2020 verließ Jack die Band, um sich auf ihre Solokarriere zu konzentrieren.
Seit Ende Oktober 2020 veröffentlichen Real Like You in unregelmäßigen Abständen Videos auf ihrem YouTube-Kanal, in denen sie singen, und dabei oft mit einem Mashup verschiedener bekannter Lieder auftreten. Des Weiteren veröffentlichten sie auch dort ihr Lied Join Us By The Christmas Tree zu Weihnachten 2020, welches von Kellimarie geschrieben wurde, auf anderen Plattformen bisher aber nicht veröffentlicht wurde.